# Boris Wassiljewitsch Barnet

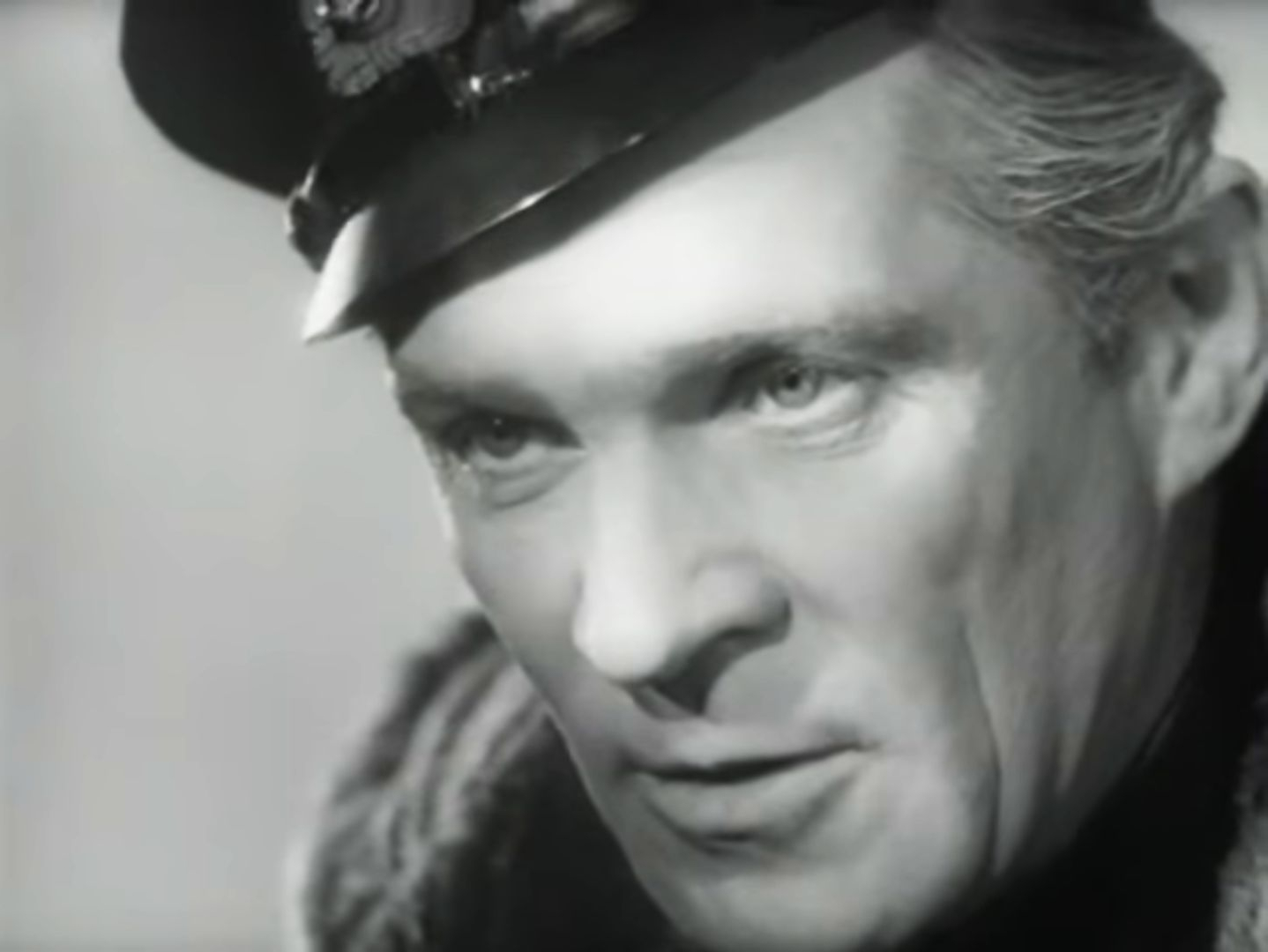

Boris Wassiljewitsch Barnet (russisch Борис Васильевич Барнет, wiss. Transliteration Boris Vasiljevič Barnet; * 5. Junijul. / 18. Juni 1902greg. in Moskau; † 8. Januar 1965 in Riga, Lettische SSR) war ein sowjetischer Filmregisseur, Drehbuchautor, Schauspieler und Boxer.

## Leben
Barnet zählt zu den großen Meistern des russischen Kinos und gilt als Vertreter eines leisen, komödiantenhaften Stils. Barnets bevorzugter Stil, eine Mischung zwischen Satire und Lyrik, eingebettet in so genannte Alltagsstoffe, avancierte in den 1920er und 1930er Jahren zum populären Kino. Später realisierte er trotz politischer Diskreditierung unter großen Anstrengungen und diplomatischem Aufwand Kassenschlager wie Heldentaten eines Kundschafters (1947), Goldener Sommer (1951) und Aljonka (1961).
Barnet starb 1965 in Riga durch Suizid.

## Preise und Auszeichnungen
- 1935: Verdienter Künstler der RSFSR
- 1948 wurde Barnet der Stalinpreis für den Film Heldentaten eines Kundschafters verliehen.
- Er erhielt außerdem das Ehrenzeichen der Sowjetunion und 1951 die Auszeichnung Verdienter Lehrer der Künste der Ukrainischen Sozialistischen Sowjetrepublik

## Filmografie
R = Regie, B = Drehbuch bzw. Mitarbeit am Drehbuch, D = Darsteller
- 1924: Die seltsamen Abenteuer des Mr. West im Lande der Bolschewiki (Необычайные приключения мистера Веста в стране большевиков) – (D)
- 1925: Schachfieber (Шахматная горячка) – (D)
- 1926: Miss Mend (Мисс Менд) – (R/B/D)
- 1927: Moskau, wie es weint und lacht (Москва в Октябре) – (R/D)
- 1928: Das Haus in der Trubnaja-Straße (Дом на Трубной) – (R/D)
- 1928: Sturm über Asien (Потомок Чингис-Хана) – (D)
- 1929: Der lebende Leichnam (Живой труп) – (D)
- 1931: Eisgang (Ледолом) – (R)
- 1933: Vorstadt (Окраина) – (R/B)[2]
- 1936: Am blauesten aller Meere (У самого синего моря) – (R)
- 1947: Heldentaten eines Kundschafters (Подвиг разведчика) – (R/D)
- 1951: Goldener Sommer (Щедрое лето) – (R)
- 1957: Ein Dichter (Поэт) – (R)
- 1957: Der Ringer und der Clown (Борец и клоун) – (R)
- 1959: Annuschka (Аннушка) – (R)
- 1961: Aljonka (Алёнка) – (R)
- 1963: Polustanok (Полустанок) – (R/B)